# Йосиф (Петрових)

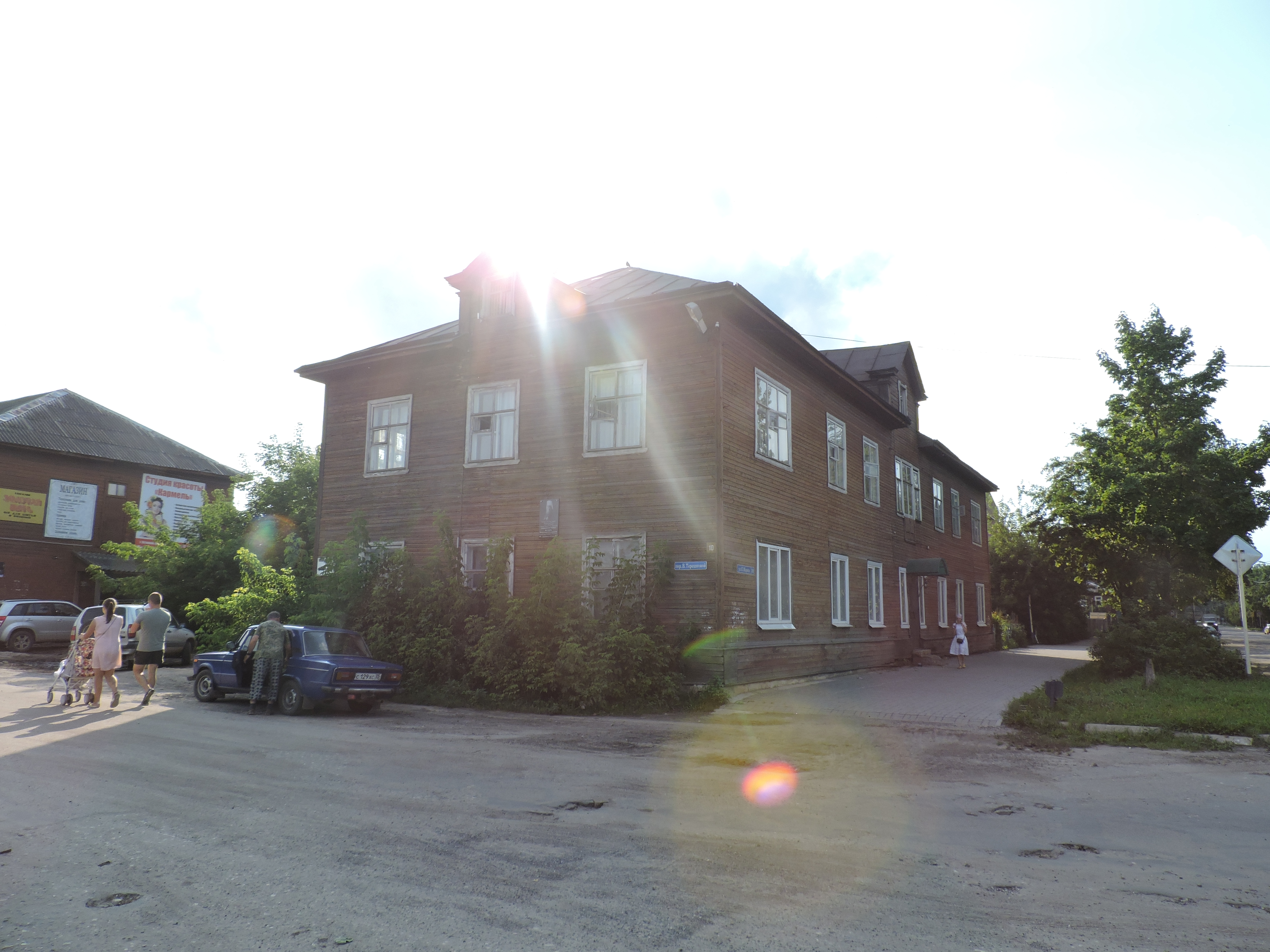
Будинок в Устюжній, де народився і жив митрополит Йосиф Петрових

Йо́сиф (в миру Іван Петрових; 27 грудня 1872, Устюжна, Новгородська губернія — 20 листопада 1937, урочище Лисяча Балка, Південно-Казахстанська область) — єпископ Російської православної церкви. Його вважають лідером антибольшевицького церковного руху в СРСР та засновником Катакомбної Церкви (Істинно-Православна Церква).
Нагороджений орденом Св. Анни 1-го ступеня (1915 р.).

## Дитинство і освіта
Був 4-ю дитиною (всього в сім'ї було 9 дітей) в сім'ї міщанина повітового міста Устюжна — Семена Петрових, який володів пекарнею і хлібною яткою. Хрещений, як і всі його брати і сестри, в парафіяльній церкві Вознесіння Господнього на Вспольї (зруйнована 1939 р.).
Закінчив Устюженське духовне училище (1889), Новгородську духовну семінарію (1895), Московську духовну академію в 1899 зі ступенем кандидата богослов'я. Успішно виконав завдання Академії наук, записавши за окресленою програмою народні піснеспіви.
1899—1900 — професорський стипендіат. Магістр богослов'я (1903 р.); тема дисертації: «Історія юдейського народу з археології Йосипа Флавія. Досвід критичного розбору і обробки».

## Чернецтво і викладання
26 серпня 1901 року пострижений у чернецтво, 30 вересня висвячений у сан ієродиякона, а 14 жовтня — у сан ієромонаха.
З 1903 року — доцент Московської духовної академії, екстраординарний професор і інспектор академії.
1905 року припинив поминання імператорської родини на богослужіннях і на деякий час заборонений в служінні.
Потім, через конфлікт з радикально налаштованими студентами,  звільнений з академії. У червні 1906 року емігрував на рік до України, де був настоятелем Яблочинського Свято-Онуфріївського першокласного монастиря Холмської єпархії ВПСРІ.

## Архієрей
15 березня 1909 року хіротонізований в Олександро-Невській лаврі на єпископа Углицького, другого вікарія Ярославської єпархії (правлячий єпархіальний архієрей до грудня 1913 року — архієпископ (згодом Патріарх) Тихон Беллавін).
1911 року відвідав Афон для вивчення давніх церковних співів.

### Після розвалу Російської імперії
Учасник Собору Російської Православної Церкви 1917—1918 рр.
З 1 грудня 1917 року до 20 січня 1918 року — тимчасовий керівник Ризької єпархії у Латвії.
У липні 1919 заарештований російськими комуністами, відправлений до Москви, до Бутирської в'язниці. У серпні того ж року звільнений. 1920 засуджений до умовного ув'язнення на рік.
З 1920 — архієпископ Ростовський, вікарій Ярославської єпархії Московської патріархії. Зайняв дуже рішучу позицію проти вилучення церковних цінностей і 19 червня 1922 ярославським Ревтрибуналом засуджений до 4 років позбавлення волі, але особливим розпорядженням від 5 січня 1923 року ВЦВК достроково звільнений.
1920—1925 — керував Новгородською єпархією під час арешту архієпископа Арсенія Стадницького.
1923—1926 — керував Ярославською єпархією МП під час арешту митрополита Агафангела Преображенського.
У грудні 1925 митрополит Петро Полянський у своєму заповіті перед арештом поставив його третім кандидатом в заступники Патріаршого місцеблюстителя.

### Митрополит Ленінградський
26 серпня 1926 року указом заступника Патріаршого місцеблюстителя митрополита Сергія Страгородського архієпископ Йосиф призначений митрополитом Ленінградським РПЦ МП і 11 вересня (29 серпня за Юліанським календарем) прибув до Ленінграда.
Увечері цього дня відслужив урочисте богослужіння в Троїцькому соборі Олександро-Невської лаври.
13 вересня виїхав до Новгорода за речами, звідки був викликаний до Москви в ОГПУ. Повертатися до Ленінграду йому заборонили; місцем перебування було вказано Ростов. Тимчасово керуючим Ленінградською єпархією митрополит призначив архієпископа Кінгісепського Гавриїла Воєводіна, якого заарештували через 7 місяців, 19 квітня 1927 року.

### Лідер «йосифлянства»
1927 року митрополит Йосиф критично поставився до «Декларації» заступника Патріаршого місцеблюстителя митрополита Сергія Страгородського.
Восени 1927 року відмовився прийняти призначення від 17 вересня до Одеси (замість Ленінграда, куди його не допускала влада); проживаючи в Ростові, продовжував іменуватися митрополитом Ленінградським. Його позиція користувалася значною підтримкою серед «староцерковного» духовенства і народу в Ленінграді, де від його імені єпархією керував один з вікаріїв — єпископ Димитрій Любимов.
6 лютого 1928 року підписав акт про відхід від митрополита Сергія, ставши на чолі особливої течії в Патріаршій Церкві, іменованої в літературі за його іменем — «йосифлянством». Був заборонений в служінні митрополитом Сергієм і Тимчасовим Синодом 27 березня 1928. Заборони не визнав.

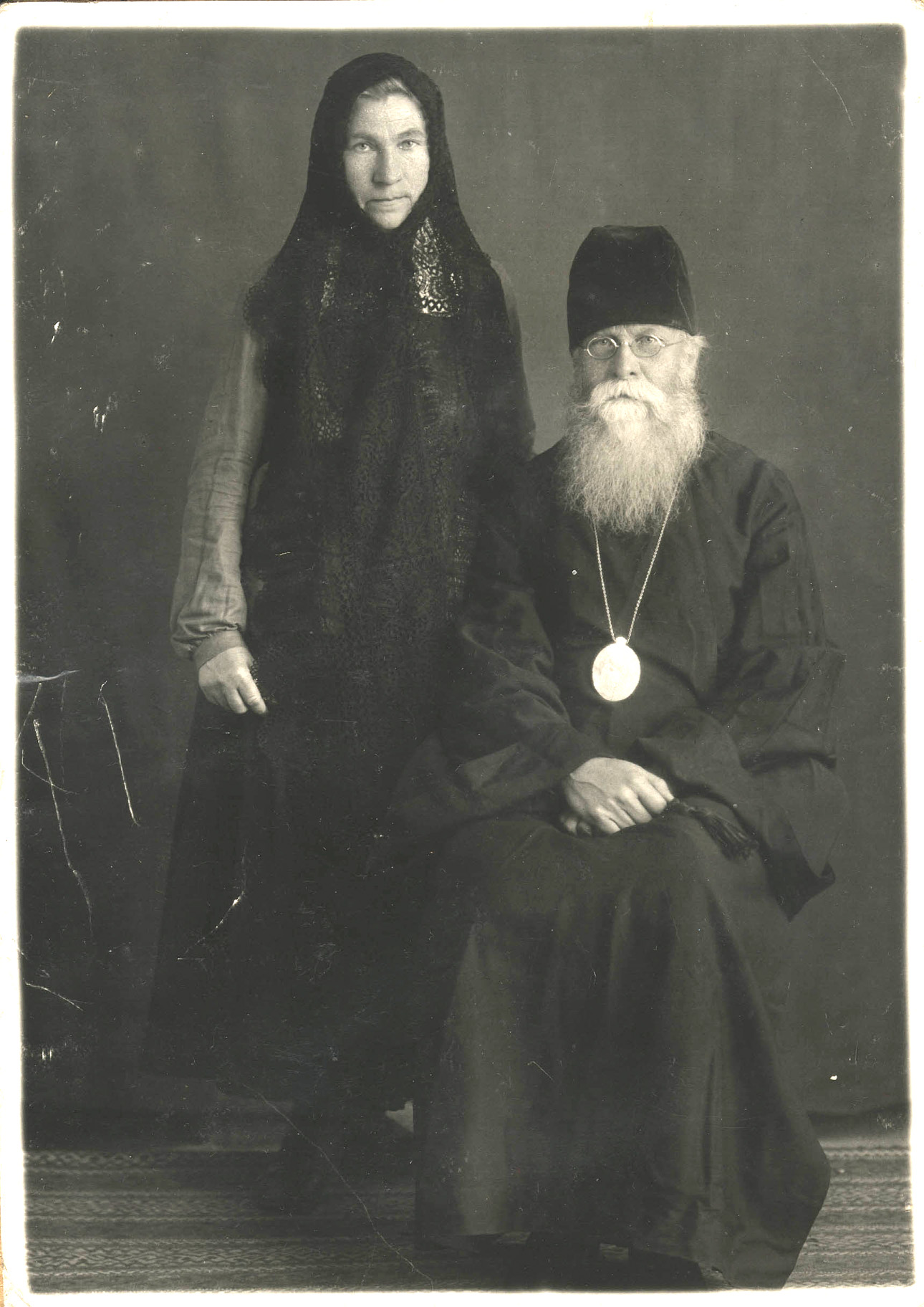
Митрополит Йосиф (з сестрою) на засланні в Шимкенті. 1933 рік

У вересні 1929 року заарештований і висланий у Казахстан в Ауліє-Ату. Заарештований на засланні і притягнутий до справи про «Всесоюзну організацію Істинно-православна церква» 9 вересня 1930 року. У своїх власноручних свідченнях так характеризував відмінність «йосифлян» від прихильників митрополита Сергія:
|  | «Сергій хоче бути лакеєм Совєцької Влади, ми - хочемо бути чесними, лояльними громадянами Совєцької Республіки з правами людини, а не лакея, і тільки». |

В інших показаннях писав: 
|  | «Била мене колись і Царська влада — я терпів... Готовий терпіти і від нинішньої Совєцької — все що завгодно, твердо вірячи, що і вона без волі Божої не сильна мені зробити ніякого зла. (Євангеліє від Йоана, 19 гл, 10-11 ст.)». |

За постановою Особливої наради при Колегії ОГПУ від 3 вересня 1931 засуджений до 5 років ув'язнення в концтаборі із заміною на заслання в Казахстан на той самий термін. Жив в Мірзояні, на околиці Шимкенту.

### Арешт і смерть
19 листопада 1937 року засуджений до розстрілу Трійкою НКВС СРСР по Південно-Казахстанській області; 20 листопада, опівночі розстріляний разом з митрополитом Кирилом Смирновим; похований імовірно в  Лисячій балці під Шимкентом.

## Пам'ять
15 вересня 2012 року на батьківщині митрополита Йосифа, в місті Устюжна Вологодської області, було встановлено пам'ятну дошку з чорного мармуру з написом «В будинку № 14 цього провулку (колишнього Казанського) у 1872 році народився і прожив перші 17 років свого життя священномученик Йосиф, митрополит Петроградський (В миру Іван Петрових). Розстріляний в 1937 році».

## Церковний письменник
Головна праця владики Йосифа: «Історія юдейського народу з археології Йосипа Флавія» (Сергієв Посад, 1903, магістерська дисертація). Завдання своєї праці бачив у тому, щоб «забракувавши негідне, встановити важливе» в тексті Флавія. Підкреслив дві крайнощі в оцінці Флавія — гіперкритицизм і повна довіра:
|  | «Знадобилися до принизливості рабські схиляння перед авторитетом Йосипа далеко неабияких талантів (на кшталт деяких отців і вчителів Церкви), перш ніж встановилася рівновага». |

Висновок самого дослідника полягав у тому, що Флавій, кажучи про період, що передував Макавеївським війнам, не володів ніякими серйозними документами, окрім Старого Завіту, зате його відомості про останні два століття до н. е. мають величезну цінність, тим більше, що цей період висвітлений у Біблії в повному обсязі.
Також автор книги «Самуїл і Саул в їхніх взаємних відносинах» (ib., 1900), статей в Православній богословській енциклопедії.
У 1905—1910 роки видав свій щоденник під назвою: «В обіймах батьківських. Щоденник ченця», що складався з дванадцяти томів. З тексту видно, як уважно автор щоденника заглиблювався в себе і записував кожен свій душевний рух. У щоденнику багато говориться і про злети його духу, і про спокуси, яким він піддавався.